# かさぶた
かさぶた（瘡蓋または痂、英: scab, crust）は、外傷の経過した形状の一種。性質上、大きく深い裂傷などよりも擦り傷などに生じたものの方が、出血面積が広いため目立ちやすい。動物の生体保護現象の一つで、主に傷口の出血を止める目的の過程で発現する。
医学領域では痂皮（かひ）という用語が用いられる。
本項では以後、平仮名でかさぶたと表記する。また便宜上、説明では人間のケースを前提にすることとする。

## かさぶたのできかた
人体が外傷を負うと、出血時の際の刺激物質により血小板の形状が変化し、また細胞接着因子が発現して活性化する。この活性化した血小板とVon Willibrand 因子 (von Willibrand factor、vWFと言われる)によって、まず血管の血管内皮からの傷口の接着･凝固が始まる（一次止血）。血小板止血と呼ばれる。
その後、血小板が空気に触れることで破壊され（血小板破壊）、トロンボプラスチン（第III因子）と言われる血小板因子を放出する。トロンボプラスチンと血漿中のカルシウムイオン（第IV因子）によって、プロトロンビン（血漿タンパク・第II因子）がトロンビンに変化する。その酵素作用により、フィブリノーゲン(第I因子)がフィブリンへと変化し、それがカルシウムイオンなどと互いに作用して網状に重合し周囲の血球を捕らえて血餅を形成、この血餅によって完全に止血される（二次止血栓形成）。この二次止血は一次止血よりも複雑であり、血中に存在する12種類の凝固因子によってなされる。第I因子から第XIII因子まであるが、第Ⅵ因子は存在していない。また、第IV因子はカルシウムイオンである。
止血栓の形成は一次・二次とも当然瞬時にとはいかないため、止血が完了するまでの間血液は少しずつ体外に滲出するが、その血液にも一次及び二次の止血栓形成物が含まれるため、滲出した血は体外で通常の血液よりは比較的早く凝固する。この体外で外傷に付着した形で止血栓を形成したものがかさぶたである。故に厳密に言うと、かさぶたは「乾いて固まった血液」ではない。
二次止血栓が形成される際に、多数の血球がフィブリンに捕らえられるが、割合的には絶対数の多い赤血球が最も多く捕らえられる。かさぶたが暗赤色なのは、フィブリンに捕らえられた赤血球が乾燥したものが見えているためである。

## かさぶたの作用
上に述べたように、かさぶたは止血の際の副次的な産物と言える。
但し、傷口に付着する形で凝固するため、かさぶたには表皮及び皮下細胞まで露出した傷口の保護、及び細菌などの異物の侵入を防ぐ働きがある。また、ある程度の深さまでの傷ならば、切断面同士の接着までの間の固定の作用も期待できる。
しかし後述する湿潤被覆法でも傷は問題なく治るため、保護と防疫上においては、かさぶたは必ずしも必要ではない。

## かさぶたの扱い
近年までは「かさぶたが出来るのは傷が治っている証拠」などとよく言われ、傷口はなるべく乾かすように努められてきたが、医療機関で外傷に施される最新の治療法では、かさぶたはなるべく形成されないように努める場合がある。これは、傷口が乾燥してかさぶたを形成させるより、湿潤状態を保って滲出液（体液）中に保持させた方が皮膚の自然治癒能力を最大限に活かすことができ、傷の治りも早く傷跡も目立ちにくいことが判ったからである。
ただし、全ての外傷が湿潤状態に置いた方がよいという訳ではない。また、誤解される場合があるが、傷口を湿潤状態に保つ方法が有効なのは傷が出来た直後であり、かさぶたが完全に出来てからでは遅い。かさぶた自体は治癒経過中の傷口に密着した形で傷を保護しているので、既にかさぶたが形成されている場合、湿潤状態を目指して無理やり剥がすと、新しく出来かけている細胞組織を傷つけ、余計に傷跡が目立つようにもなるおそれがある。

## かさぶたの由来
かさぶたは漢字で「瘡蓋」と書き、文字通り「瘡（かさ：傷の事）」の「蓋」である。倉を覆っている部首やまいだれは剥がれるのを待つ様。

## 方言に見るかさぶた
- 「かさぶた」はほぼ全国共通である。

- 東北及び北陸地方の一部で転訛が見られる（かさびた、かさぴた、かさっ子、かさっぱち等）。

- また沖縄県周辺では「にーぶたー」と言う場合があるが、これは表皮に出来たできもの全般を指すことがある。

- 北海道では「がんべ」と称する場合がある。これは雁皮（がんぴ=シラカバの木の皮）の転訛であるとされる。「がんべ」もできもの全般を指す場合がある。

- 完全に単語として別の形成をしている特徴的なものに西九州地方に見られる「つ」がある。福岡の一部では「と」または「とぅ」とも言う。
  - 「つ」の由来については『「ち（血）」の後にあるものだから「つ」』という説があるが、根拠が薄く俗説の域を出ない。